# Batrun

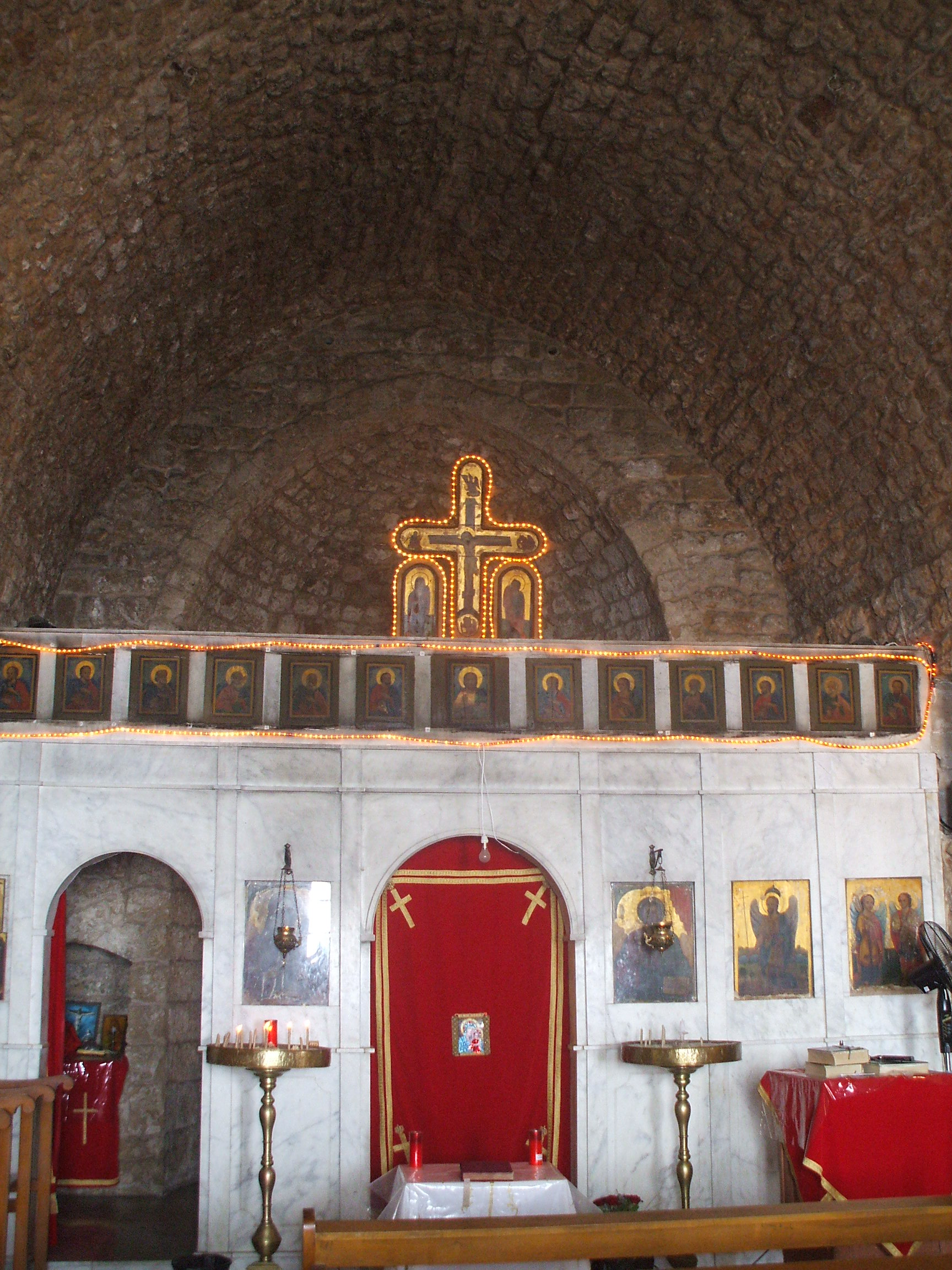
Nostre Senyora de la Mar

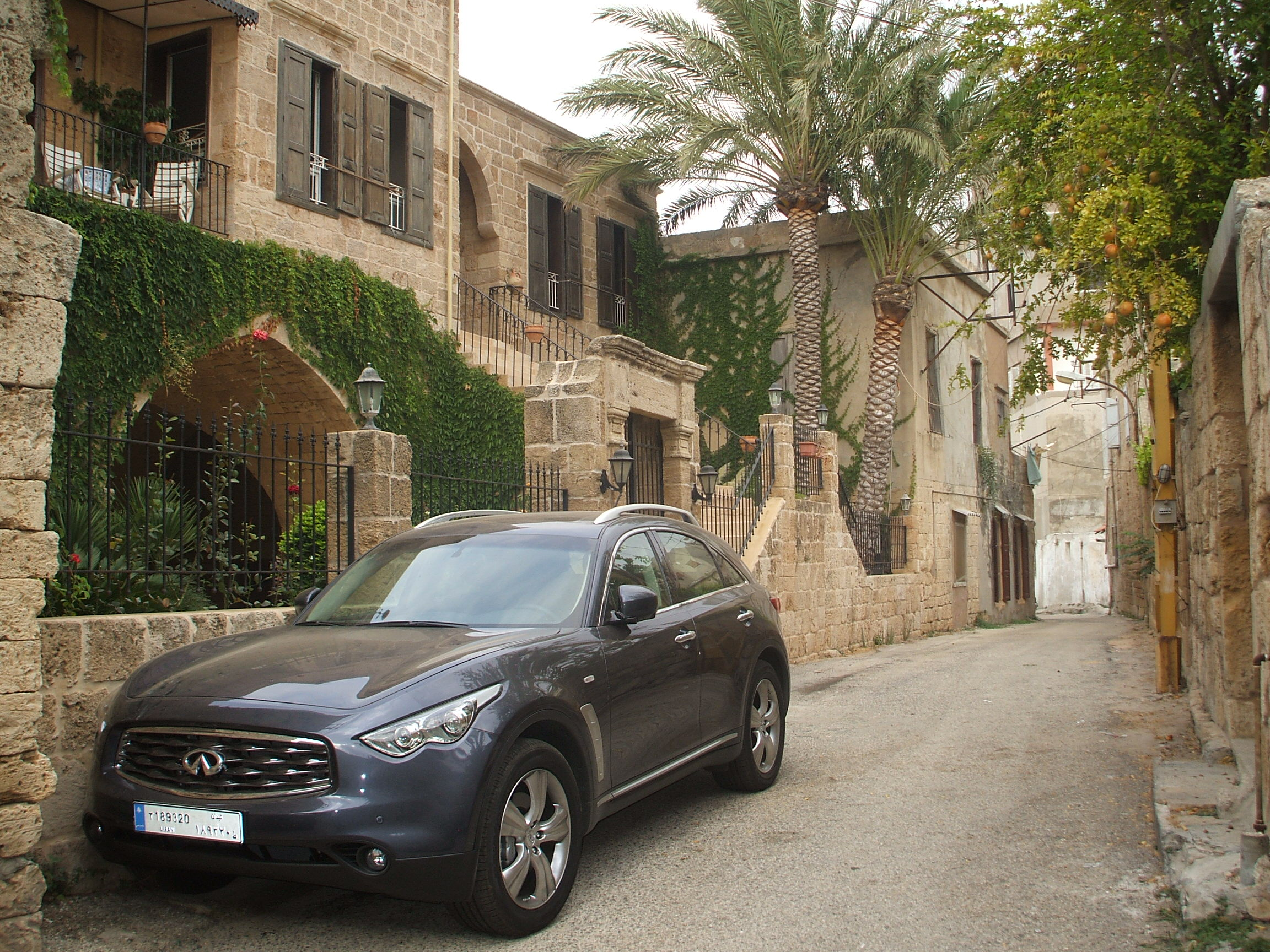
Carrer a Batrun

Batrun (àrab: البترون, al-Batrūn; grec antic: Βοτρύς, Botrys) és una ciutat del Líban a la part nord del país, a 56 km de Beirut.

## Dades de la ciutat
El seu nom deriva del nom grecoromà i aquest al seu tron potser del fenici "bater" que vol dir "tall" per un mur a la mar construït pels fenicis per aturar les onades, o de la paraula "beit truna", que vol dir "casa del cap". Està situada al sud del cap Ras Shakka (clàssic Théouprosopon) i cobreix la ruta Beirut-Trípoli del Líban. La seva població era de 7000 habitants el 2004.
Els seus pobladors són cristians maronites o cristians de l'església ortodoxa. Batroun disposa d'una església maronita important (Sant Jordi), la catedral del segle xix (catedral de Mar Stefan) i una capella coneguda com a Sadiyat al-Bahr (Nostra Senyora de la Mar). També hi ha les restes d'una antiga església (Mar Nohra) a una roca a la rodalia.

## Història
Una ciutat de nom Batruna ja apareix esmentada a les cartes d'Amarna del segle xiv aC, com una dependència de Biblos. Segons la llegenda fou fundada pels fenicis i en concret pel rei Ithobaal de Tir, molt posterior a les cartes d'Amarna.
L'esmenten també els geògrafs clàssic com Estrabó, Plini el Vell, Claudi Ptolemeu, Esteve de Bizanci i Hièrocles. Teòfanes l'esmenta com "Bostrys". Sota els selèucides fou un niu de pirates que Antíoc III el Gran va netejar. Les restes d'un amfiteatre i el cultiu de vinya a la regió fan suposar que era important sota l'Imperi Romà. Llavors era part de la província de Phoenicia Prima.
Fou cristianitzada al segle iii i fou seu d'un bisbat sufragani d'Antioquia de l'Orontes del que es coneixen els bisbes Porfiri (451), Elies (vers 512), i Esteve el 553 (Michel Le Quien, II, 827). Fou destruïda pel tsunami del 16 de juliol del 551.; els historiadors suposen que el terratrèmol d'aquesta data va destruir el cap, i va formar el port natural de Batrun.
La ciutat es va recuperar amb molta dificultat. Vers el 635 va caure en mans dels àrabs que la van anomenar Batrun. Al segle x era seu d'un bisbat ortodox i llavors s'anomenava Petrounion; al segle xii, sota domini croat, era seu d'un bisbat catòlic depenent de Trípoli del Líban; els croats l'anomenaven Boutron. La república de Pisa tenia privilegis en aquest port i la senyoria la tenia la família provençal dels Agout, feudataris del comte de Trípoli. La fortalesa es deia Mousaylaha i era a una roca de laterals escarpats, en mig d'una plana rodejada de muntanyes.
El 1271, a causa d'un conflicte, els Templaris la van arrasar; el 1289 fou ocupada sense lluita pel sultà mameluc Qalàwun i fou incorporada a la niyaba (província) de Tarabulus. Va passar als otomans el 1516 i va formar part del mutessariflik del Líban on era un kaza o districte, i la seu de la diòcesi maronita sufragània del patriarca maronita.
Al segle xix va assolir una certa prosperitat a causa de la pesca d'esponges. Des de 1918 a 1946 fou part del Líban, la major part d'aquests anys (1920-1943) com a mandat francès. Després fou part del Líban independent, com una de les ciutats maronites. El 1999 va esdevenir seu d'una eparquia maronita.

## Personatges
- Gibran Bassil, ministre
- Antoine Zahra, parlamentari
- Boutros Harb, parlamentari

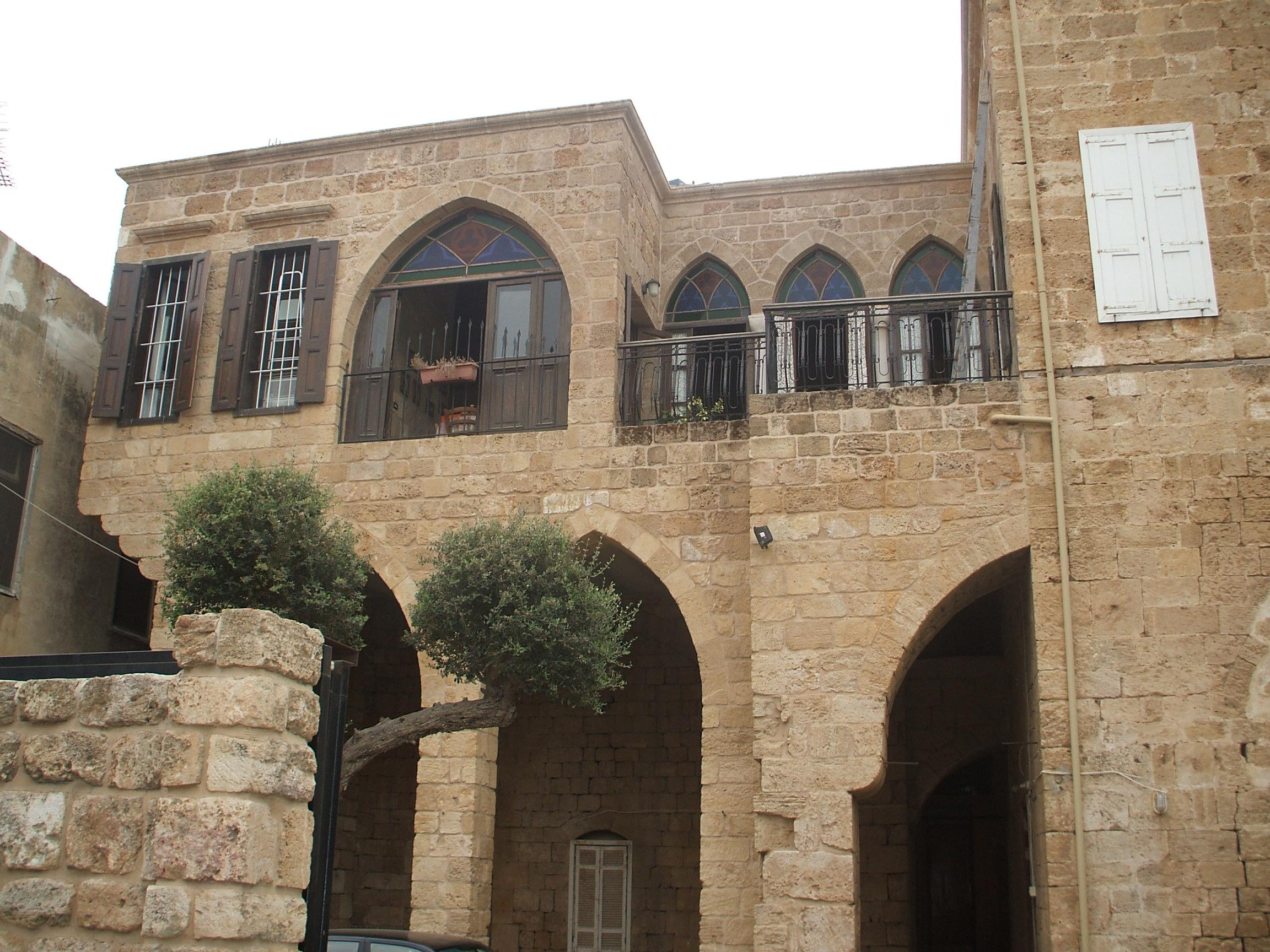
Casa a la part vella de Batrun

- John Abizaid, comandant americà de l'exèrcit a l'Orient Mitjà
- Leon Michel Hoyek, fundador del "Human Development Movement"
- Nimattullah Kassab Al-Hardini|,(1808-1856), religiós considerat sant
- Michel Basbous, (1921 – 1981), escultor
- Sayed Akl, parlamentari
- Joseph Attieh, cantant